# János Scheffler
János Scheffler ( em alemão:  Johann Scheffler; 29 de outubro de 1887 - 6 de dezembro de 1952) foi um bispo católico romano nascido numa família modesta de dez crianças na aldeia de Kalmand, no concelho de Satu Mare, então no Reino da Hungria, hoje na Roménia.  Foi preso e torturado por se opor a medidas do governo comunista.

## Biografia
János Scheffler nasceu em 29 de outubro de 1887 em Kálmánd, Áustria-Hungria (hoje Cămin, Romênia) numa família modesta sendo o segundo de dez filhos. Pela devoção demonstrada na missa, atraiu a atenção do pároco que se encarregou da sua educação. Em 1906, cursou Teologia em Budapeste até ser ordenado em 1910. Foi enviado para Roma, onde continuaria os seus estudos em 1914.
Em 1942, Scheffler foi eleito bispo de Satu Mare, onde se distinguiu como formador do clero, acumulando a partir de 1948 este cargo com o da diocese de Oradea ou Nagyvarad. Após a Segunda Guerra Mundial, opôs-se frontalmente à deportação de alemães (Volksdeutsche) para a União Soviética e ao aprisionamento de Alexandru Rusu, bispo da igreja greco-católica de Maramureș. Como todos os seus homólogos romenos, o bispo Scheffler foi colocado em prisão domiciliar em 23 de maio de 1950. Foi preso a 19 de março de 1952 num campo de trabalhos forçados por se recusar a pertencer à igreja nacional sujeita ao regime. Acabou por morrer oito meses depois da sua captura, tendo sido cruelmente torturado pelos seus captores romenos. A sua morte só foi conhecida no ano seguinte, sendo que só em 1965 teve um enterro condigno. Os seus restos mortais foram exumados em 17 de Junho de 2011.
O processo de beatificação começou em 12 de dezembro de 1991 sob os auspícios do de João Paulo II e foi concluído pouco tempo depois, em 5 de dezembro de 1996. A 1 de julho de 2010, o Papa Bento XVI confirmou que Scheffler foi morto "in odium fidei" (por ódio à fé) e assim aprovou sua beatificação que o cardeal Angelo Amato celebrou para o papa em 3 de julho de 2011 na antiga diocese do bispo.